# Rue Albert-de-Mun (Nantes)
Pour les articles homonymes, voir Rue Albert-de-Mun.
La rue Albert-de-Mun est une rue de Nantes, en France. 

## Situation et accès
Située dans le centre-ville de Nantes, la rue se présente en deux tronçons parallèles, dont le premier au sud débute rue Deurbroucq et forme la partie ouest de l'ancien « quai de l'Île-Gloriette », tandis que le second au nord se termine allée de l'Île-Gloriette et communique avec le boulevard des Nations-Unies. Il s'agit d'une partie occidentale d'un ancien quai de la Loire.

## Origine du nom
Elle porte le nom d'Albert de Mun (1841-1914), homme politique, député, théoricien du corporatisme chrétien.

## Historique
En 1580, cette rive sud du « bras de l'Hôpital » n'est pas aménagée, l'île Gloriette dont le quai est l'extrémité nord-ouest, ne contient aucune construction humaine. À partir de cette date, les chantiers pour la construction des galères et autres navires, situés auparavant sur le « Port au Vin » y sont transférés. Au XVIIe siècle, c'est encore une zone de pâturage. Lorsque le quai est construit, il borde le bras de Loire peu profond, qui est comblé en 1926.
Une délibération du conseil municipal du 28 juillet 1958, attribue le nom de « rue Albert-de-Mun ».

## Bâtiments remarquables et lieux de mémoire
Le côté sud de la rue est bordé par la piscine Léo-Lagrange, l'une des plus anciennes de la ville.